# Emilia di Liverpool

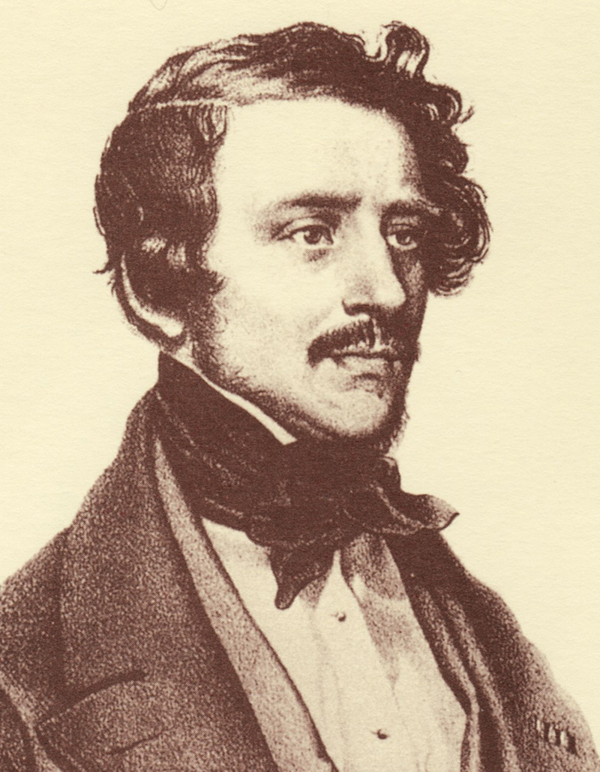
Gaetano Donizetti.

Emilia di Liverpool (Emilia från Liverpool; också spelad som L'eremitaggio di Liverpool) är en opera semiseria i två akter med musik av Gaetano Donizetti. Giuseppe Checcherini skrev den italienska texten efter ett anonymt libretto till Vittorio Trentos opera Emilia di Laverpaut, som i sin tur bygger på Stefano Scatizzis pjäs med samma namn. Operan reviderades 1828 under namnet L'ermitaggio di Liverpool.

## Historia
Originalhistorien av Scatizzi utgjorde basen till det första, anonyma librettot från 1824 med titeln Emilia di Liverpool. Det första librettot innehåller introduktionen av Greven, en neapolitansk karaktär, en komisk figur enligt traditionen på Teatro Nuovo. Ändringen av rollkaraktärerna orsakade förvirring bland karaktärernas relationer och löpte tvärtemot strukturen i originalhistorien. I det reviderade librettot av Cherccherini från 1828 saknas mycket av materialet från 1824 års version, men storyns kronologi har behållits. Den reviderade versionen, också känd som L'eremitaggio di Liverpool (Eremiten i Liverpool), innehöll dessutom förre talad dialog.

## Uppförandehistorik
Operan hade premiär i Neapel den 8 mars 1828 och framfördes endast sex gånger. Versionen från 1824 "reviderades 1838 för tre föreställningar, och ånyo 1871".
Det var inte förrän 1957 som den framfördes på nytt. I september 1957 framförde BBC en förkortad version med den unga Joan Sutherland, "som gav en enastående framställning av hennes Donizettistil sådär arton månader före sin succé på Covent Garden i Lucia di Lammermoor.

## Personer
| Roller                             | Röstläge    | Premiärbesättning 28 juli 1824 (Dirigent: - ) |
| ---------------------------------- | ----------- | --------------------------------------------- |
| Emilia                             | sopran      | Teresa Melas                                  |
| Claudio di Liverpool, hennes fader | bas         | Giuseppe Fioravanti                           |
| Federico                           | tenor       | Domenico Zilioli                              |
| Don Romualdo                       | bas         | Carlo Casaccia                                |
| Candida, hans doyter               | mezzosopran | Francesca Ceccherini                          |
| Luigia                             | sopran      |                                               |
| Greven                             | bas         |                                               |
| Bovar                              |             |                                               |

## Handling
Emilia är en flicka från Neapel som blivit förförd av Federico efter att ha avvisat den ädle Don Romualdos frieri. Hennes mor dog av skam och fader gav sig av efter förövaren. Nu lever Emilia i ett kloster utanför Liverpool för att sona sin synd. En storm får två män att söka skydd i klostret. Den ena visar sig vara den ångerfulle Federico. Den andre är fadern som under 20 år har varit fången hos pirater. En tredje man uppenbarar sig, det visar sig vara Don Romualo. Han är fortfarande villig att äkta Emilia men hon avvisar honom återigen. Claudio utmanar Federico på pistolduell. Allt avbryts av Emilia som bedyrar att Federico är ångerfull och att hon ämnar gifta sig med honom. Allt slutar lyckligt.